# Purdah

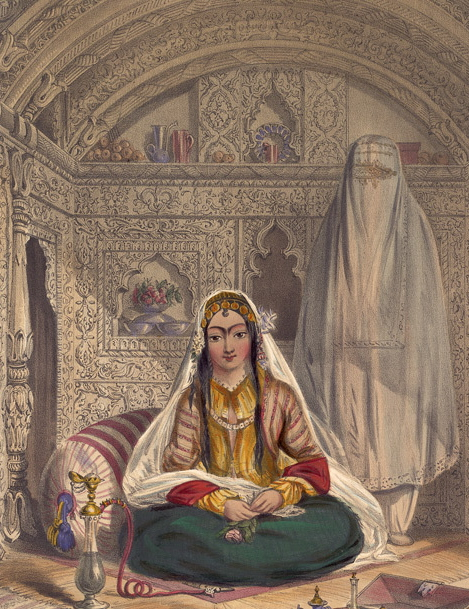
Vrouwen in Kabul in de 19e eeuw. Binnenshuis (in de zenana) kon de sluier opengeslagen worden. Lithografie door James Rattray, 1848.

Purdah, poerdah, pardah of parda (Perzisch: پرده, pardah; Hindustani: पर्दा, pardā) is in de cultuur van Zuid-Azië een gedragscode die de persoonlijke, sociale en economische interactie tussen mannen en vrouwen in het openbare leven regelt. Purdah uit zich vooral in de verplichting voor vrouwen hun uiterlijk in het openbaar met sluiers te verhullen; en in een strikte scheiding van de seksen in het openbare leven. Purdah geldt onder de meeste moslimgemeenschappen in India, Pakistan en Afghanistan, maar traditioneel houden ook vrouwen uit hogere hindoeïstische kasten zich eraan. Onder invloed van conservatieve geestelijken staan vrouwen in moslimgemeenschappen onder grote sociale druk zich aan purdah te houden.
Behalve het verhullen van de vormen van het lichaam kan purdah ook betekenen dat het gezicht of delen ervan bedekt worden. Veel gebruikte kledingstukken zijn een gewaad dat het gehele lichaam en gezicht bedekt ("burka"), een gewaad dat het gezicht vrijlaat ("chador") of een sluier die het gezicht bedekt maar de ogen vrijlaat ("nikab").
Wanneer vrouwen zich binnenshuis bevinden zorgen muren en andere afscheidingen ervoor dat ze uit het zicht genomen worden. Daarom kunnen vrouwen die zich aan purdah houden hun sluiers afdoen wanneer ze zich in ruimtes bevinden waar alleen mannen komen die tot hun familie behoren. De afscheiding tussen de seksen wordt binnenshuis bewerkstelligd door het plaatsen van schotten, muren en gordijnen. In grotere huizen en paleizen was sprake van een afgescheiden vrouwenverblijf, dat "zenana", genoemd wordt. Het is vergelijkbaar met de harem uit het Midden-Oosten. Gasten werden alleen bij grote uitzondering in de vrouwenvertrekken toegelaten.
In het Engels wordt de term purdah eveneens gebruikt voor een communicatiebeperking van overheidswege gedurende de zes weken die voorafgaan aan een verkiezing.